# Elizabeth Gardner
Elizabeth Gardner (25 agosto 1957 – 18 giugno 1988) è stata una fisica britannica. 
È particolarmente nota per i suoi lavori innovativi su una transizione di fase definita come transizione di Gardner e per i suoi progressi sulle reti disordinate.
| Controllo di autorità | VIAF (EN) 51328848 · ISNI (EN) 0000 0000 4142 4724 · LCCN (EN) no99073925 |